# 栃木県道15号鹿沼足尾線
栃木県道15号鹿沼足尾線（とちぎけんどう15ごう かぬまあしおせん）は、栃木県鹿沼市から日光市に至る県道（主要地方道）である。

## 概要
鹿沼市から同市粟野地区を経由して西へ向かい、粕尾峠をはじめとする山道を越え日光市足尾地区へ向かう道路。
鹿沼市と日光市の境に位置する粕尾峠にて栃木県道58号草久足尾線と接続する。また、粕尾峠付近は標高1100mである。峠の前後は狭隘な峠道である。

### 路線データ
- 起点：栃木県鹿沼市上殿町（大門宿交差点＝国道293号・国道352号交点）
- 終点：栃木県日光市足尾町（国道122号交点）
- 総延長：49.030 km
- 実延長：49.030 km
- 認定：1962年（昭和37年）8月10日

## 歴史
- 1993年（平成5年）5月11日 - 建設省から、県道鹿沼足尾線が鹿沼足尾線として主要地方道に指定される[1]。

## 地理

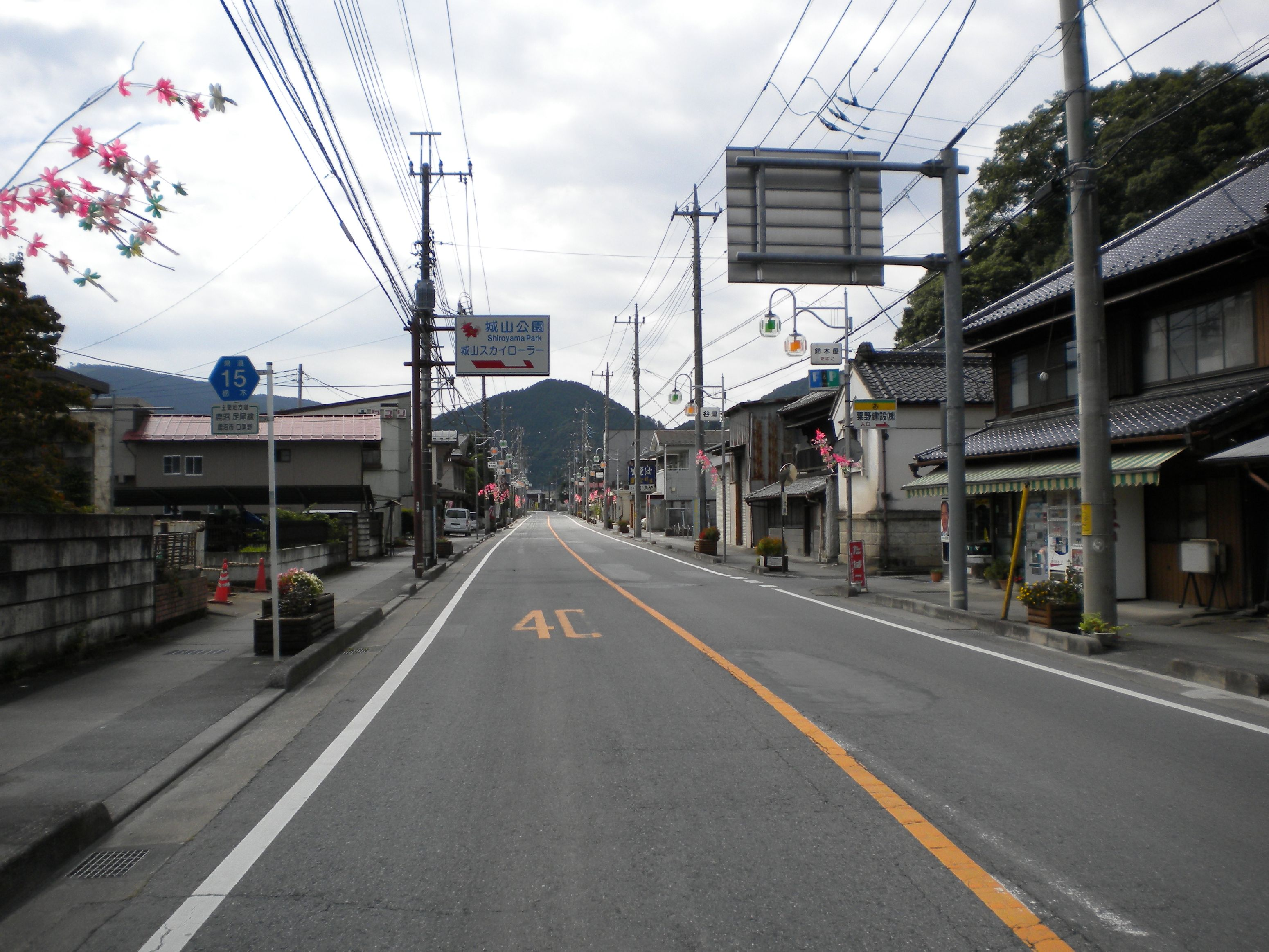
鹿沼市口粟野付近

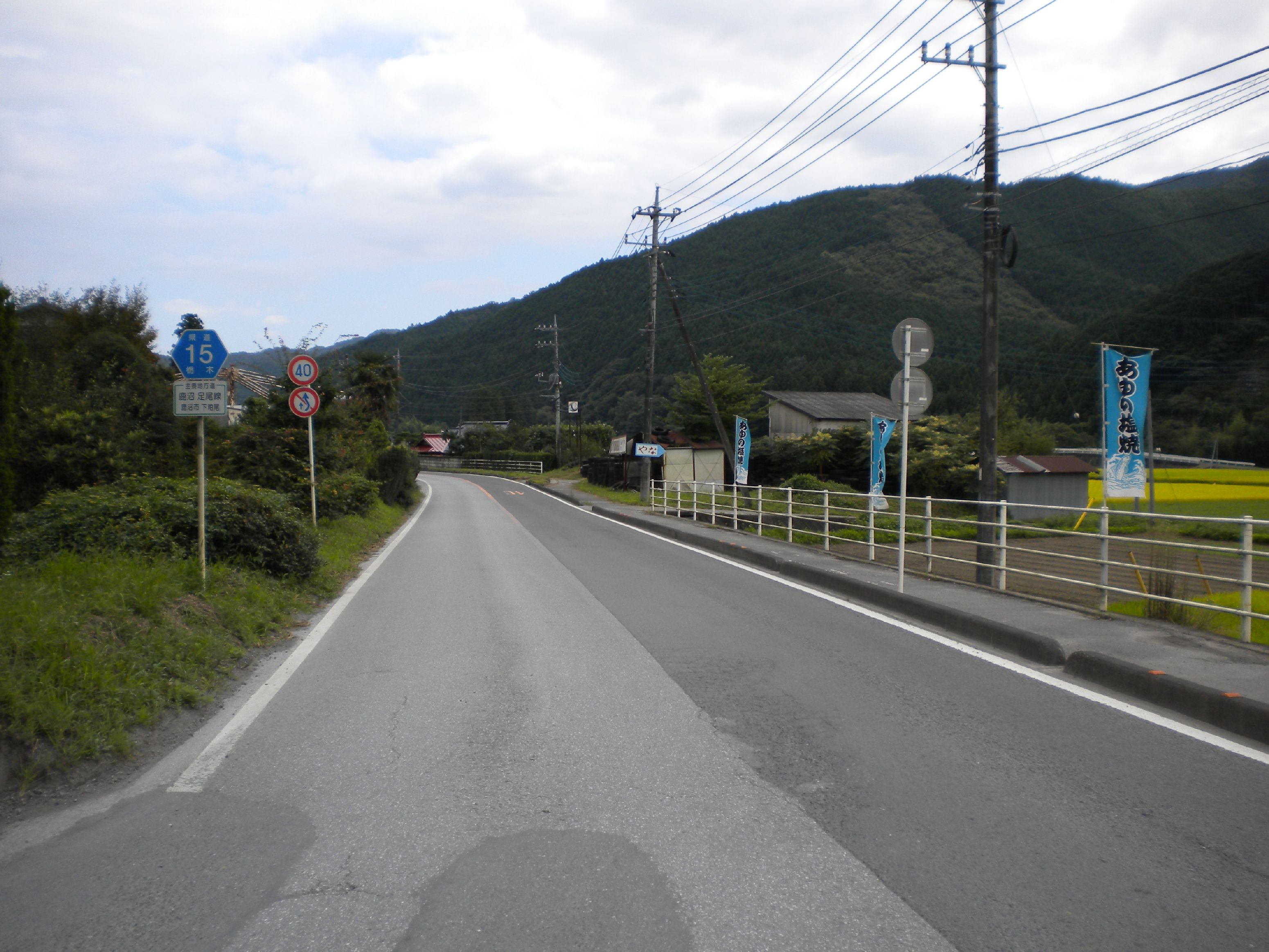
鹿沼市下粕尾付近

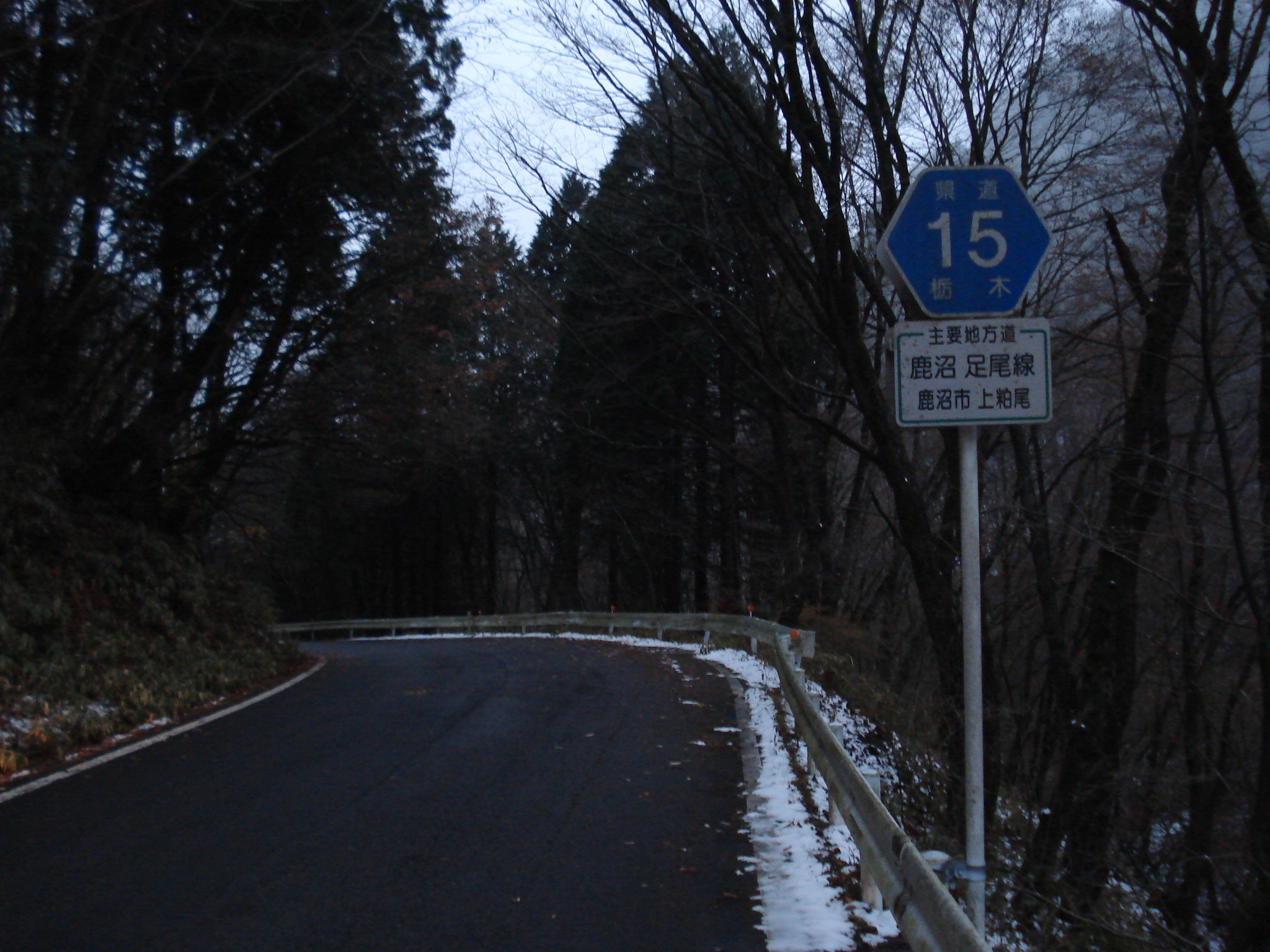
鹿沼市上粕尾付近

### 通過する自治体
- 鹿沼市
- 日光市

### 交差する道路
- 国道293号（国道352号 重複）（起点）
- 栃木県道241号上日向山越線（鹿沼市樅山町）
- 栃木県道177号上久我栃木線（鹿沼市西沢町）
- 栃木県道37号栃木粟野線（鹿沼市久野交差点）
- 栃木県道246号草久粟野線（鹿沼市口粟野交差点）
- 栃木県道32号栃木粕尾線（鹿沼市下粕尾）
- 栃木県道58号草久足尾線（日光市足尾町）
- 国道122号（終点）

### 峠
- 粕尾峠